# Censura cinematogràfica
Aquest article parla sobre la censura cinematogràfica. Als diferents estats existeixen organismes oficials encarregats de classificar les pel·lícules, abans que s'exhibeixin o distribueixin. A vegades, això comporta limitacions en l'exhibició, podent-se arribar a al seva prohibició total.

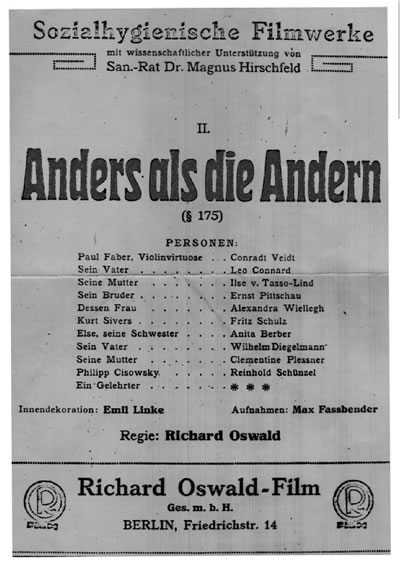
Anders als die Andern, una de les pel·lícules prohibides a Alemanya a causa de la seva temàtica homosexual.

## Motivació
Els criteris per a la classificació solen ser d'ordre moral als estats democràtics, amb la finalitat de protegir persones poc formades, especialment menors d'edat, de continguts violents o sexuals presentats d'una manera explícita. A estats no democràtics, sol haver-hi també consideracions d'ordre polític, amb la finalitat d'evitar els missatges contraris als interessos de la classe dirigent.

## Organismes censors

### Xile
La censura cinematogràfica va ser establerta el 1925 de manera unilateral pel govern d'Arturo Alessandri Palma a través d'un decret que va crear el Consell de Censura Cinematogràfica. A l'organisme se li va confiar la revisió prèvia a l'exhibició de tota pel·lícula cinematogràfica fos d'origen nacional o estranger, havia d'assignar al material una qualificació segons edats i, a més, tenia la facultat de rebutjar-lo basant-se en un criteri establert per la mateixa normativa. Al llarg de segle va sofrir modificacions quant a la nòmina d'institucions que nomenaven als seus membres, categories de qualificació i dependència administrativa, entre d'altres aspectes. En 1974 sofreix una reestructuració major: tota la normativa orgànica vigent com a censura va ser derogada i el Consell és refundat, aquesta vegada amb el nom de Consejo de Calificación Cinematográfica i se li assigna una composició més àmplia. En 2001 és reformada la Constitució (aquesta vegada a través del Congrés) per a eliminar el paràgraf que introduïa la censura i s'ordena emanar una nova normativa que substituís a la de 1974 en la qual el Consell no tingués ja la facultat de prohibir l'exhibició d'una pel·lícula, tal llei va ser publicada dos anys després.

### Espanya
A Espanya, durant el període franquista la censura era a càrrec del Ministeri d'Informació i Turisme, encara que altres organismes públics també van pressionar per a aconseguir la prohibició d'algunes pel·lícules. Amb l'arribada de la transició espanyola i el regnat de Joan Carles I, les competències a l'hora de classificar les pel·lícules van passar al nou Ministeri de Cultura, que posseeix les competències en matèria cinematogràfica. Durant les dècades de 1970 i 1980 es va aplicar la classificació S a les pel·lícules eròtiques de pornografia tova o softcore, així com a algunes pel·lícules amb escenes de violència molt explícita; la classificació X quedava per a la pornografia dura, encara que en 2010 saltava als mitjans de comunicació la classificació com a tal de la pel·lícula de terror i gore Saw VI.

Logo de la Motion Picture Association.

### Estats Units
L'associació Motion Picture Association of America (Associació Cinematogràfica dels Estats Units) és l'organisme encarregat de la classificació de les pel·lícules per a la seva estrena als Estats Units. Entre les qualificacions restrictives que utilitzen es troben:
- PG (Parent Guidance), acompanyament o tutela parental, el menor pot accedir a la sala acompanyat d'un adult.
- R (Restricted), impedeix l'accés a les sales als menors de 17 anys.
- X, la coneguda classificació aplicada a les pel·lícules de pornografia dura o hardcore.

En l'àmbit anglosaxó s'aplica el terme "banned" a les pel·lícules prohibides, com a tal sol figurar la classificació de les pel·lícules l'exhibició de les quals no sigui permesa pels organismes censors. El terme "Restricted" (restringit) s'aplica a les pel·lícules la visió de les quals no es permet a menors. En general, la classificació equivalent en altres països sol ser 18 anys.

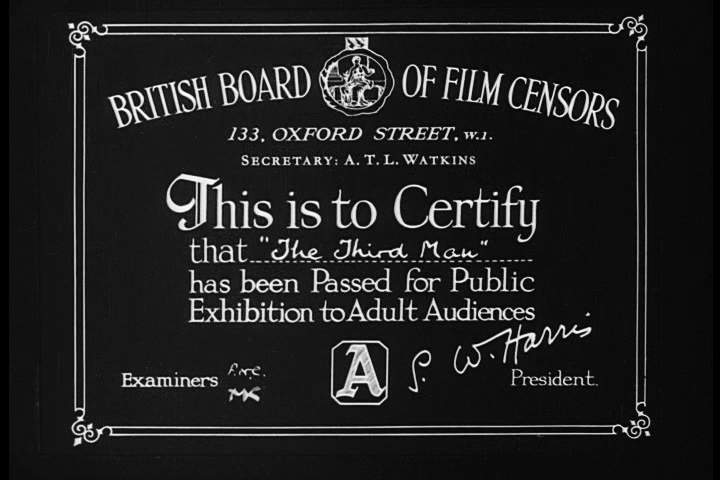
BBFC establert el 1912

### Regne Unit
En el Regne Unit, el 1912 es va fundar el British Board of Film Classification, organisme oficial encarregat de classificar les estrenes en sales cinematogràfiques. Depèn del Ministeri de l'Interior britànic. En la dècada de 1980, després de l'aprovació de la llei coneguda com a Video Recordings Act 1984, les seves competències es van ampliar a les pel·lícules que busquessin ser distribuïdes en vídeo. Elabora una llista coneguda com a DPP List, també coneguda com a llista de video nasties, que inclou a les pel·lícules la distribució de les quals en vídeo hagi estat prohibida en haver-se iniciat un procés per obscenitat contra elles. Existeix un organisme similar a la República d'Irlanda.

### Censura en la traducció
En la traducció (doblatge o subtitulatge), també ocorre censura. Per exemple, en una de les primeres escenes de la pel·lícula The Woman in Green (distribuïda a Espanya amb el títol La mujer de verde, i a Mèxic com a Mudos testigos, en uns altres), un dels personatges diu: "Si poguéssim drenar el Canal de la Mànega...", i no apareix, en els subtítols, traduït la resta de la frase: "i trobéssim un penis.""

## Breu història

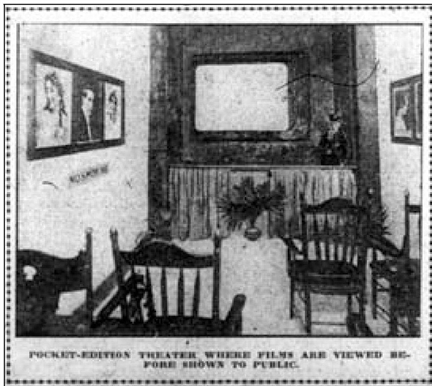
Sala de projecció privada

La censura cinematogràfica, el control del contingut i la presentació d'una pel·lícula, ha estat part de la indústria cinematogràfica gairebé sempre que hagi existit. Els activistes de la societat actual continuen ampliant els drets de la Primera Esmena per a la indústria cinematogràfica que permeten que l'art es restringeixi a un límit determinat. De fet, Gran Bretanya va establir la censura de pel·lícules el 1912 i els Estats Units van seguir una dècada més tard. Altres esforços inicials per censurar la indústria cinematogràfica inclouen el codi Hays de 1922 i el Motion Picture Production Code de 1930.

## Llista de pel·lícules censurades per país
Criteris d'inclusió
Destriar quines pel·lícules incloure en una llista de títols censurats pot ser una tasca molt prolixa; en teoria, totes aquelles pel·lícules sotmeses a un comitè censor i classificades per aquest es poden considerar com a censurades, però el terme se sol aplicar a aquelles que han sofert severes restriccions en la seva exhibició (com les pel·lícules classificades 'X', que només es poden programar en sales molt determinades), les que s'ha especificat no poden ser vistes en la seva integritat per menors d'edat en sales convencionals, han estat sotmeses a talls, o aquelles directament prohibides per a la seva exhibició a sales o distribució en vídeo.
En aquesta llista es recullen només les pel·lícules que hagin vist totalment vetada la seva exhibició cinematogràfica, les que hagin estat rebutjades per a la seva distribució videogràfica i aquelles amb una classificació 'X' o similar que va relegar la seva projecció a un circuit restringit de sales, com és el cas de les sales X o cinemes porno.
Així mateix, també s'inclouen aquelles que, encara que han estat autoritzades per a la seva exhibició en sales convencionals, van ser prohibides inicialment fins que es realitzessin determinats talls en el seu metratge. Un exemple d'aquestes últimes seria el sisè lliurament de la saga cinematogràfica iniciada amb Saw; l'exhibició en sales de Saw VI va ser restringida a Espanya a les sales 'X', després d'obtenir aquesta classificació per part del Ministeri de Cultura espanyol. La distribuïdora va rebutjar estrenar la pel·lícula en aquest tipus de sales. Posteriorment, amb l'autorització del realitzador de la pel·lícula, la distribuïdora va realitzar alguns talls en el metratge, alleugerint-lo d'alguns dels moments gore més extrems que han anat caracteritzant a aquesta saga, la qual cosa va permetre l'estrena de la pel·lícula a les sales convencionals, coincidint ja gairebé amb l'arribada a Espanya del següent lliurament de la sèrie.
Especificacions
- L'estrena es refereix a l'estrena en sales comercials de la pel·lícula, encara que hagués estat en un país diferent al que es recull en la taula. Les pel·lícules estrenades el mateix any se succeeixen per ordre alfabètic del seu títol en espanyol.
- En el cas de les pel·lícules que no haguessin arribat a ser estrenades comercialment, l'any que figura és el de la producció.
- actualitat es refereix a partir de l'any 2012.

Sigles utilitzades
- BBC (British Broadcasting Corporation); emissora pública britànica de televisió.
- BBFC (British Board of Film Censors, des de 1984 denominat British Board of Film Classification); organisme fundat el 1912 i dependent del Ministeri d'Interior britànic; responsable per a la certificació de totes les estrenes en cinema i tots els llançaments en vídeo. Tot vídeo distribuït després de l'1 de setembre de 1985 havia de complir amb la Video Recordings Act i ser admès per a classificació per la BBFC.
- D; classificació restrictiva emprada a Mèxic.
- DPP List; llista de pel·lícules processades sota acusació d'obscenitat al Regne Unit. Referida a llançaments videogràfics, també se la coneix com a llista de video nasties. En alguns casos, la seva distribució en vídeo es va autoritzar després de la realització de corts en el metratge original, en uns altres es va prohibir per complet.
- MPAA (Motion Picture Association of America); organisme estatunidenc encarregat de classificar les estrenes cinematogràfiques.
- NR (No Rated); pel·lícula rebutjada per a classificació per la MPAA.
- VRA (Video Recordings Act); llei aprovada al Regne Unit el 1984; volta a promulgar després de ser detectat un defecte de forma en 2010. Regula les condicions que han de complir les pel·lícules que pretenguin ser distribuïdes en cinta de vídeo per a evitar una prohibició per obscenitat.

### Àfrica
Regnat de Mohammed V (1956-1961)
| Estrena | Títol            | Comentaris sobre la censura        |
| ------- | ---------------- | ---------------------------------- |
| 1957    | Camins de glòria | Prohibida pel seu antimilitarisme. |

### Amèrica
Estats Units
| Estrena | Títol                          | Comentaris sobre la censura |
| ------- | ------------------------------ | --- |
| 1946    | The Postman Always Rings Twice | La censura va obligar a alleugerir la forta càrrega sexual d'aquesta pel·lícula, protagonitzada per Lana Turner i basada en l'obra de James M. Cain, considerada amoral pels censors. |
| 1968    | The Killing of Sister George   | Historia de lesbianisme dirigida per Robert Aldrich; Originalment classificada per la MPAA com a X (les persones menors de 16 anys no tindran permès l'accés a les sales); l'actual classificació és R (les persones menors de 17 anys requeriran l'acompanyament d'un pare o un adult), obtinguda el 1972. |
| 1974    | Emmanuelle                     | Classificada X; reclassificada R amb talls. |
| 1975    | Història d'O                   | Originalment classificada X pel seu contingut sexual; reclassificada NC-17. |
| 1976    | Saló Kitty                     | Classificada X; reclassificada NR. |

 Mèxic
| Estrena | Títol                            | Comentaris sobre la censura |
| ------- | -------------------------------- | --- |
| 1967    | Fando y Lis                      | Exhibició en sales prohibida després de la seva estrena, però autoritzada posteriorment.                                                                    |
| 1968    | Santo en el tesoro de Drácula    | D'aquesta pel·lícula es van rodar dues versions, la classificada 7 es va estrenar el 1968, però la versió classificada 18 no es va poder veure fins a 2011. |
| 1971    | A Clockwork Orange               | Clasdificada 'D'. |
| 1975    | Salò o le 120 giornate di Sodoma | Classificada 'D'. |
| 1978    | Tintorera                        | Classificada 'D'. |
| 1979    | Calígula                         | Classificada 'D'. |
| 1980    | Holocaust caníbal                | Classificada 'D'. |
| 1986    | Vellut blau                      | Classificada 'D'. |
| 2005    | Hostel                           | Classificada 'D'. |
| 2005    | Wolf Creek                       | Classificada 'D'. |
| 2006    | Els turons tenen ulls            | Nova versió de la pel·lícula dels anys 1970 de Wes Craven; classificada 'D'.                                                                                |
| 2007    | Frontière(s)                     | Classificada 'D'. |

### Àsia
Indonèsia
| Estreno | Títol                  | Comentaris sobre la censura                   |
| ------- | ---------------------- | --------------------------------------------- |
| 1993    | La llista de Schindler | Prohibida per contenir massa violència i nus. |

 Malàisia
| Estrena | Títol    | Comentaris sobre la censura                            |
| ------- | -------- | ------------------------------------------------------ |
| 1979    | Calígula | Censurada per les seves escenes sexualment explícites. |

 Tailàndia
| Estrena | Títol         | Comentaris sobre la censura                                                                                                |
| ------- | ------------- | --- |
| 1999    | Anna i el rei | Al país asiàtic va disgustar la imatge que es donava d'un dels seus monarques, interpretat per l'actor xinès Chow-Yun-Fat. |

### Europa
Alemanya Nazi Alemanya Nazi (1933-1945)
| Estrena | Títol              | Comentaris sobre la censura                                                              |
| ------- | ------------------ | ---------------------------------------------------------------------------------------- |
| 1940    | The Great Dictator | Prohibida per les autoritats nazis per la seva clara al·lusió al dictador Adolf Hitler.. |

 RFA (1949-1990)
| Estrena | Títol      | Comentaris sobre la censura |
| ------- | ---------- | --- |
| 1974    | Emmanuelle | Prohibida en la seva classificació original; admesa amb talls i per a majors de 18 anys posteriorment; no va obtenir una classificació per a la seva distribució en vídeo. |
| 1976    | Saló Kitty | Classificada '18' amb talls per a la seva estrena en cinemes; no li va ser atorgada una classificació per a la seva distribució en vídeo.                                  |

 Zona Nacional durant la Guerra Civil Espanyola (1936-1939) i Espanya franquista (1939-1975)
| Estreno | Títol                        | Comentaris sobre la censura |
| ------- | ---------------------------- | --- |
| 1940    | El crucero Baleares          | Pel·lícula d'exaltació del navili franquista Creuer Baleares; el llavors Ministeri de Marina va ordenar prohibir la seva estrena per la seva mala qualitat cinematogràfica, i només es coneix una exhibició privada. |
| 1956    | La bandera negra             | Primera pel·lícula del realitzador Amando de Ossorio, després especialitzat en el gènere terrorífic. Es tractava d'un al·legat contra la pena de mort, llavors vigent a Espanya, amb la interpretació d'un únic actor, José María Seoane. Es va filmar sense permís oficial, per la qual cosa la censura la va multar i la va sotmetre a diverses amputacions, i finalment no aconseguí distribuir-se.                                                                               |
| 1957    | Los jueves, milagro          | En aquesta pel·lícula, un grup de persones d'un poble oblidat decideixen inventar i representar un miracle, amb la finalitat d'atreure el turisme a la seva localitat. Una història de Luis García Berlanga, que li va ocasionar serioses topades amb la censura franquista. |
| 1957    | Camins de glòria             | Prohibida entre 1957 i 1986, any en què va ser oficialment estrenada a les sales espanyoles, amb un retard de gairebé trenta anys. |
| 1960    | Psicosi                      | En la seqüència de l'assassinat a la dutxa, la censura franquista va tallar alguns plans del metratge, amb la finalitat d'ocultar la nuesa del cos de Janet Leigh. |
| 1964    | El extraño viaje             | Dirigida per Fernando Fernán Gómez a partir d'una idea de Luis García Berlanga, alhora basada en la història real d'uns germans d'Haro (La Rioja). La censura li va atorgar la classificació més restrictiva, que no li concedia si més no dret a estrenar-se, i va trigar a prop de cinc anys a aconseguir una mínima distribució. |
| 1968    | Algo amargo en la boca       | Una de les primeres pel·lícules del polèmic Eloy de la Iglesia, qui ja va veure com la censura provocava algunes alteracions en el resultat. |
| 1969    | La residencia                | El debut en el cinema de Narciso Ibáñez Serrador va sofrir alguns talls en el seu metratge imposats per la censura. Aquests van afectar una seqüència que insinuava el lesbianisme dels personatges, així com alguns dels plans presos a la seqüència de les dutxes. Aquest material no es conserva, encara que sí s'han conservat algunes fotos fixes preses durant el seu rodatge. En una edició en DVD del 2002, la classificació va ser només No recomanada a menors de 13 anys. |
| 1970    | Las vampiras/Vampyros lesbos | Pel·lícula de Jesús Franco de producció majorment alemanya, massacrada en el seu moment per la censura espanyola, que la va reduir a una versió inferior a 80 minuts. |
| 1972    | La fugida                    | La censura va imposar en el moment de les seves estrena en sales un missatge després del desenllaç, que afirmava que els personatges de Steve McQueen i Ali MacGraw havien estat detinguts a Mèxic. Aquest afegitó ha estat retirada en posteriors versions videogràfiques i televisives. |
| 1973    | Al otro lado del espejo      | Projecte de Jesús Franco prohibit inicialment pel Ministeri d'Informació i Turisme, realitzat finalment uns quatre anys després. De totes maneres, l'estrena a Espanya es va realitzar en una còpia de tan sols 80 minuts, mancant de sentit el desenvolupament, cosa habitual a Espanya en l'època de les coproduccions i les dobles versions per al mercat nacional i l'exportació.                                                                                                |

 Espanya  (1975-2014)
| Estreno | Títo                        | Comentaris sobre la censura |
| ------- | --------------------------- | --- |
| 1977    | ¿Y ahora qué, señor fiscal? | Adaptació per part del director León Klimovsky d'un original de Martín Vigil. La censura va obligar a canviar el títol inicialment previst, Orgasmo sobre una muerta, i es va optar per conservar el del llibre. |
| 1979    | El crimen de Cuenca         | Basada en un fet real, els organismes oficials la van prohibir reiteradament per la seva representació de la Guàrdia Civil. Exhibida en alguns festivals, a Espanya no es va exhibir comercialment fins a 1981. |
| 1980    | The Exterminator            | Classificada 'S' per la seva extrema violència, es tracta d'una pel·lícula d'acció i venjança protagonitzada per un veterà de la Guerra del Vietnam. |
| 2010    | Saw VI                      | Classificada 'X' pel Ministeri de Cultura, la qual cosa restringia la seva exhibició a les sales X. Inicialment retirada per la distribuïdora; estrenada en sales convencionals amb alguns talls en el seu metratge. |
| 2010    | La mula                     | Suspesa la qualificació per edats (Classificació) i declarada la qualificació lesiva per a l'interès públic pel Ministeri de Cultura sota el mandat de la Ministra Ángeles González-Sinde i el govern del PSOE, la qual cosa prohibeix la seva exhibició. Amb data 14 de novembre de 2012 es va dictar sentència per la qual es desestimava les pretensions del Ministeri de Cultura. La sentència va esdevenir en ferma el mes de desembre. Aquest mateix mes, l'ICAA, va emetre el certificat de qualificació i va atorgar la nacionalitat espanyola a la pel·lícula. |

 Finlàndia
| Estreno | Títol                         | Comentaris sobre la censura                                          |
| ------- | ----------------------------- | -------------------------------------------------------------------- |
| 1967    | Se sei vivo spara/Oro maldito | Spaghetti Western prohibit el 1968 per les seves dosis de violència. |
| 1975    | Història d'O                  | Prohibida.                                                           |
| 1976    | Saló Kitty                    | Prohibida el 1976; classificada 'K-18' amb talls el 1984.            |
| 1986    | Crawlspace                    | Film terrorífic prohibit el 1987.                                    |

 Quarta República Francesa (1944-1958)
| Estrena | Títol            | Comentaris sobre la censura                                                                                      |
| ------- | ---------------- | --- |
| 1957    | Camins de glòria | Prohibida en el moment de la seva estrena, pel seu retrat de l'exèrcit francès durant la Primera Guerra Mundial. |

 República d'Irlanda (1949-actualitat)
| Estrena | Títol      | Comentaris sobre la censura                                      |
| ------- | ---------- | ---------------------------------------------------------------- |
| 1974    | Emmanuelle | Prohibida en la seva estrena, classificada posteriorment com 18. |

 Islàndia
| Estrena | Títol                      | Comentaris sobre la censura |
| ------- | -------------------------- | --------------------------- |
| 1985    | The Treasure of the Amazon | Prohibida.                  |

 Noruega
| Estrena | Títol                            | Comentaris sobre la censura                                                                            |
| ------- | -------------------------------- | --- |
| 1971    | Un uomo chiammato Apocalisse Joe | Estrena en cinemes prohibida entre 1972 i 2003.                                                        |
| 1975    | Història d'O                     | Estrena en cinemes prohibida entre 1978 i 2003. Classificada '18' el 1987 per la seva edició en vídeo. |
| 1976    | Saló Kitty                       | Estrena en cinemes prohibida entre 1977 i 2003.                                                        |

 Regne Unit
| Estrena | Títol                               | Comentaris sobre la censura |
| ------- | ----------------------------------- | --- |
| 1967    | Se sei vivo spara/Oro maldito       | Spaghetti Western classificat 'X' pel seu contingut violent. |
| 1968    | The Killing of Sister George        | Historia de lesbianisme dirigida per Robert Aldrich; classificada 'X' en el moment de la seva estrena. |
| 1971    | La semana del asesino               | Inclosa en la DPP List. Distribuïda en vídeo amb 3s de talls el 1993. |
| 1971    | Els gossos de palla                 | La pel·lícula de Sam Peckinpah va ser prohibida pel BBFC en el període en el qual ho van ser les vídeo nasties incloses en la DPP List, però actualment (2012) no està inclosa an la llista. Va ser reestrenada el 1995 amb alguns talls, fins que finalment va ser distribuïda en la seva versió integra en 2002. No ha de confondre's amb la seva versió homònima posterior.                                                                 |
| 1972    | Il paese del sesso selvaggio        | Inclosa en la DPP List. Distribuïda en vídeo amb 3m 45s tallats en 2003. |
| 1972    | L'última casa de l'esquerra         | Inclosa en la DPP List. El BBFC va rebutjar concedir-li una certificació per a la seva exhibició inicialment, autoritzant la seva distribució amb 31s tallats en 2002. Aprovada sense talls el 17 març de 2008. No confondre amb la seva versió posterior homònima. |
| 1974    | The Texas Chain Saw Massacre        | Prohibida pel BBFC però no inclosa en la DPP List. Aprovada amb talls. Aprovada sense talls amb un certificat de 18 el 1999. No ha de confondre's amb la posterior versió de 2004. |
| 1974    | No profanar el sueño de los muertos | Inclosa en la DPP List. Aprovada amb 2m de pre-talls el 1985, redistribuïda sense talls en 2002.. |
| 1976    | Eaten Alive                         | Inclosa en la DPP List sota una acusació d'obscenitat. Redistribuïda sense talls en 2000. Aquesta pel·lícula de Tobe Hooper no ha de confondre's amb el film caníbal d'Umberto Lenzi Mangiati vivi!, distribuït internacionalment com Eaten Alive!. |
| 1978    | La montagna del dio cannibale       | Inclosa en la DPP List sota una acusació d'obscenitat. Distribuïda amb 2m 6s de talls en 2001. |
| 1978    | The Toolbox Murders                 | Inclosa en la DPP List sota una acusació d'obscenitat. Redistribuïda amb 1m 46s tallats en 2000. No ha de confondre's amb la nova versió homònima dirigida per Tobe Hooper. |
| 1979    | The Driller Killer                  | Inclosa en la DPP List. Distribuïda en vídeo amb talls el 1999, redistribuïda sense talls en 2002. |
| 1979    | Escòria                             | Aquesta pel·lícula britànica va incloure l'afegitó The film they tried to ban (La pel·lícula que van tractar de prohibir). Va ser rodat originalment com una pel·lícula per a la televisió per la BBC, però l'emissora pública va decidir no emetre-la a causa de la presència de violència i escenes de suïcidis en el film. La pel·lícula va ser refeta per la major part de l'equip de producció original i distribuïda en sales de cinema. |
| 1980    | Quella villa accanto al cimitero    | Inclosa en la DPP List. Aprovada pel BBFC amb talls pròxims als 4 minuts de metratge el 1988, redistribuïda amb 33s tallats en 2001, distribuïda en versió íntegra en 2009. |
| 1980    | Holocaust caníbal                   | Inclosa en la DPP List. Distribuïda en 2001 amb 5m 44s de talls, amb la finalitat de retirar escenes de violació a dones i de crueltat contra animals. Es va aprovar una nova versió amb només 15s de talls en 2011. |
| 1980    | Maníac                              | Prohibida por el BBFC pero no incluida en la DPP List. Aprobada amb talls el 29 de maig de 2002. |
| 1980    | Out of the Blue                     | Prohibida fins 1987 |
| 1981    | Cannibal ferox                      | Inclosa en la DPP List. Distribuïda en vídeo amb 6m de pre-talls, més 6s de talls addicionals en 2000. És l'única pel·lícula classificada pel BBFC a la que, després d'una revisió posterior, li han estat imposats més talls dels que ja tenia en una distribució anterior. |
| 1981    | Mort i enterrat                     | Inclosa en la DPP List. Processada sota acusació d'obscenitat, l'acusació va ser retirada i es va distribuir amb 30s de talls el 1990; redistribuïda sense talls el 1999. |
| 1982    | Lo squartatore di New York          | pel BBFC però no inclosa en la DPP List. Va ser distribuïda sense talls en 2002. |

### Oceania
Nova Zelanda
| Estrena | Títol        | Comentaris sobre la censura                                                             |
| ------- | ------------ | --------------------------------------------------------------------------------------- |
| 1975    | Història d'O | Estrena en cinemes prohibida entre 1978 i 2003; reclassificada posteriorment com a R18. |